# Philippe Van Snick

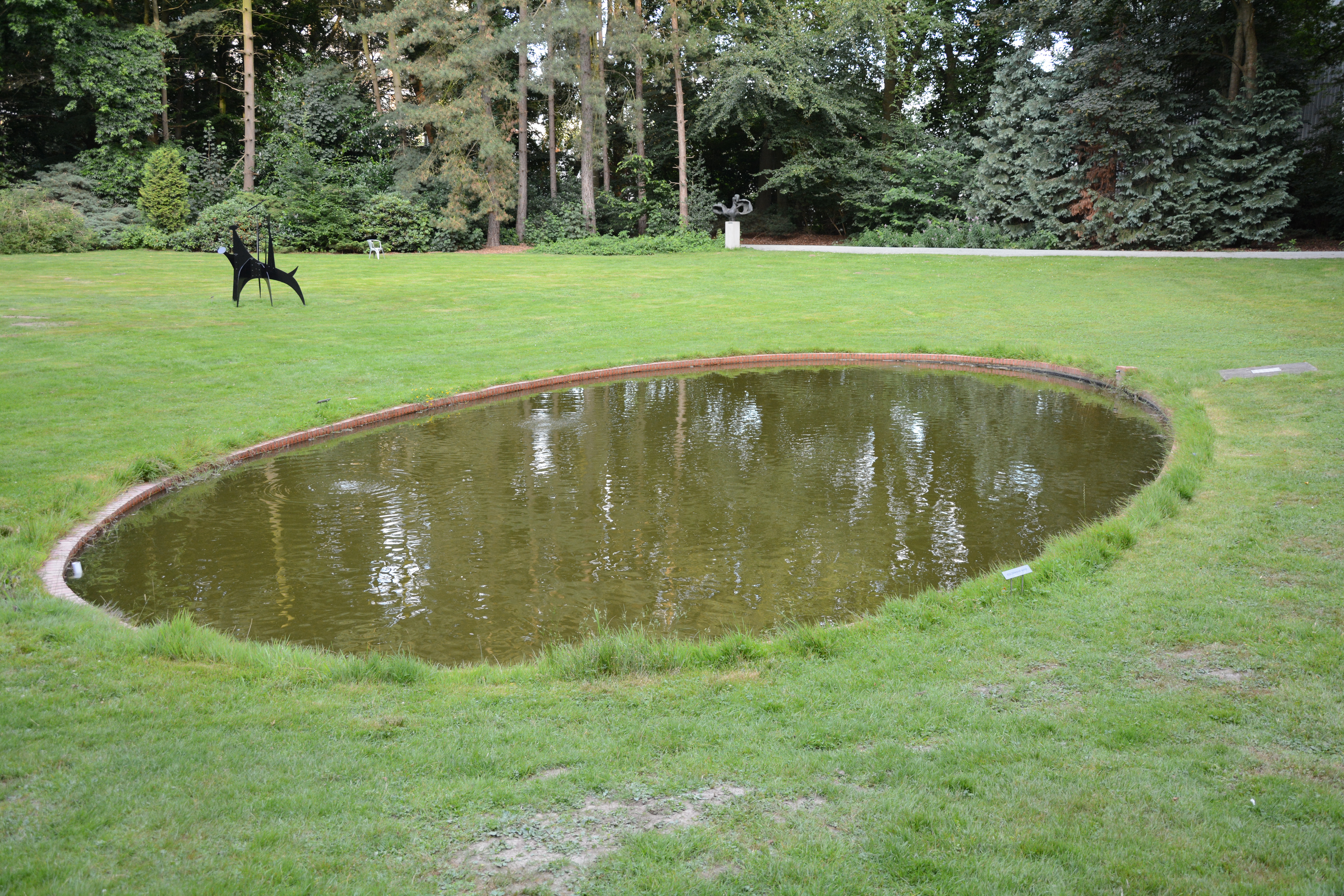
Poëzie, (2012)

Philippe Van Snick (Gent, 16 december 1946 – Brussel, 4 juli 2019) was een Belgisch beeldend kunstenaar. Hij woonde en werkte in Brussel en gaf er jarenlang les aan de kunsthogeschool Sint-Lukas.

## Situering
Philippe Van Snick studeerde aan de Koninklijke Academie voor Schone Kunsten in Gent.
Hij was in de jaren 60 en 70 actief als een conceptueel en minimalistisch kunstenaar. Hij werkte met diverse materialen zoals film, fotografie, en installaties. Weerkerende thema's zijn de ellips, het dualisme en het decimaal systeem.
Vanaf 1979 en vooral in de jaren 80 en 90 zal hij zich in hoge mate wijden aan de abstracte minimalistische schilderkunst.
Bekende motieven van Philippe Van Snick zijn dan het dag-nacht motief, gesymboliseerd in de kleuren blauw en zwart én het tiendelige kleurenpalet met de kleuren rood, geel en blauw (als hoofdkleuren), oranje, groen en violet (als secundaire kleuren), goud en zilver (als kleuren met fysische waarde) en wit en zwart (als niet-kleuren). 
In 2005 startte een onderzoeksproject rond het werk van Philippe Van Snick dat onder meer resulteerde in een overzichtstentoonstelling in Mechelen en Strombeek.
In 2010 kreeg Philippe Van Snick een grote overzichtstentoonstelling van zijn oeuvre in Museum M te Leuven. Het onderzoeksproject rond zijn oeuvre werd in dat jaar afgesloten en resulteerde in het boek Dynamic project.
In 2013 werd zijn werk aangekocht voor de collectie departement Fotografie van het MoMA New York.
Philippe van Snick overleed op 72-jarige leeftijd.

## Tentoonstellingen

### Solo en duo
2023
- Philippe Van Snick, Dynamic Project, S.M.A.K., Ghent (BE)

2017
- PING PONG, M HKA, Antwerp (BE)
- Paradise and Hell, Tatjana Pieters, Ghent, (BE)

2016
- Philippe Van Snick / Permutatie 1972 - 2015, Tatjana Pieters, Gent (BE)
- Philippe Van Snick, Grazer Kunstverein, Graz (AT)
- Philippe Van Snick, De Hallen Haarlem (NL)

2015 
- Philippe Van Snick / Daniel Steegmann Mangrané, Casa Modernista, Museu Cidade, Sao Paulo (BR)
- Philippe Van Snick / Daniel Steegmann Mangrané, MAM, Museu de Arte Moderna do Rio de Janeiro, Rio de Janeiro (BR)

2014 
- Eviter le pire, Arcade, London (UK)

2013 
- Através do tempo, Galeria Nuno Centeno, Porto (PT)

2012 
- Allies / The Archive Revisited, Tatjana Pieters, Gent (BE)

2011
- Re-volve (works from 1969-2000), Tatjana Pieters, Gent (BE)

2010
- Philippe Van Snick, Museum M, Leuven (BE)

2009 
- Pans de Sensation, Hogeschool Sint-Lukas, Brussel (BE)

2007 
- White-Out Studio, Knokke-Heist (BE)

2006 
- Pans de Sensation & Saturation, Atelier Kesselstraat 14, Schaarbeek (BE)
- Onderzoeksproject, Associatie KULeuven Sint-Lukas, Brussel (BE)

2005 
- Etablissements d’en face projects, Brussel (BE)
- Patrick Verelst Gallery, Antwerpen (BE)

2002 
- Galerie Guy Ledune, Brussel (BE)

2001 
- S.M.A.K., Stedelijk Museum voor Actuele Kunst, Gent (BE)

2000 
- CCNOA, Center for Contemporary non Objectif Art, Brussel (BE)

1999 
- AGYU, Art Gallery of Yok University, Toronto (CA)

1995 
- Stedelijk Museum De Lakenhal, Leiden (NL)
- ART-EX’95, Oxy Gallery, Osaka (JA)
- Museum Dhondt-Dhaenens, Deurle (BE)

1994 
- Ars Musica, Flageygebouw, Brussel (BE)

1993 
- Provinciaal Museum, Hasselt (BE)

1992 
- Espace d’Art Contemporain, Lausanne (CH)

1990 
- Zeno X, Antwerpen (BE)

1989 
- Galerie Rumpff, Haarlem (NL)

1988 
- Galerie L’A, Liège (BE)
- Paleis voor Schone Kunsten, Brussel (BE)
- GA, Waasmunster (BE)
- Montevideo, Antwerpen (BE)
- Sint-Lukas, Brussel (BE)
- De Appel, Amsterdam (NL)

1985 
- Richard Foncke Galerie, Gent (BE)
- Museum voor Hedendaagse Kunst, Gent (BE)

1984 
- Galerie Albert Baronian, Brussel (BE)
- Demonstratie goud en zilver, Beurs van Brussel, Brussel (BE)

1981 
- Galerie Albert Baronian, Brussel (BE)

1980 
- Haus Nieting, Geldern (GE)

1978 
- CIC, Gent (BE)

1976 
- Galerie Verelst, Antwerpen (BE)

1975 
- Galerie 27, Paris (FR)
- Wide White Space Gallery, Antwerpen (BE)

1974 
- Wide White Space Gallery, Antwerpen (BE)

1972 
- Wide White Space Gallery, Antwerpen (BE)

1971 
- Galerie MTL, Brussel (BE)
- Galerie X-One, Antwerpen (BE)

1970 
- Galerie X-One, Antwerpen (BE)

1968 
- Galerie Richard Foncke, Gent (BE)

### Groep
2017
- Extra-Citizen - A Prologue, Extra City Kunsthal, Antwerp (BE)
- Het vlot. Kunst is (niet) eenzaam / The Raft. Art is (not) Lonely, Mu.ZEE, Ostend (BE)
- Summer Hang, Tatjana Pieters, Ghent, (BE)
- Trois Collectionneurs Autrement #4, ETE 78, Brussels (BE)
- Entre Nous Quelque Chose Se Passe,  Museum M, Leuven (BE)

2016
- Urgent Conversations: Athens - Antwerp, EMST National Museum of Contemporary Art, Athens (GR)
- From Broodthaers to Braeckman. Photography in the visual arts in Belgium, cur. Liesbeth Decan, M HKA, Antwerpen (BE) Made in Japan, CC Strombeek, Strombeek-Bever (BE)
- Twisted, Strings, Museum M, Leuven (BE)
- The Gap, cur. Luc Tuymans, M HKA, Antwerpen (BE)
- Frequent Long Walks, a proposition by Christopher Green, Hannah Barry Gallery, London (UK)

2015
- A line is a line is a line, CC Strombeek, Strombeek-Bever (BE)
- The Gap, cur. Luc Tuymans, Parasol Unit, Londen (UK)
- The Corner Show, cur. Wouter Davidts, Phillip Metten en Mihnea Mircan, Extra City, Antwerpen (BE)
- PAW, Arcade, Londen (UK)
- (1/1).10, Galerie Tatjana Pieters, Gent (BE)

2014
- Paper Works, Galerie Tatjana Pieters, Gent (BE)
- Conversation Piece, Mu.ZEE, Oostende (BE)
- Re: Painted, Schilderijen uit de collectie, S.M.A.K., Gent (BE)
- Hitting It Off, cur. RIVET & P!, P!, New York (USA)
- Museum to scale 1/7, verschillende kunstenaars, Kunsthal Rotterdam (NL)

2013
- Weg van Vlaanderen, Hedendaagse Vlaamse Landschappen, cur. Jeroen Laureyns, De Warande, Turnhout (BE)
- Make & Sleep / Wake, een project van Gert Robijns, White-Out Studio, Knokke (BE)
- Art Lima, met Galerie Tatjana Pieters, Lima (PE)
- Art Brussels, met Galerie Tatjana Pieters, Brussel (BE)
- Cadavre Exquis, A figure of painting, LLS387, Antwerpen (BE)

2012
- Collectie XXXII, Persoonlijkheidstest, MuHKA, Antwerpen (BE)
- Expo Chicago, met Galerie Tatjana Pieters, Chicago IL (USA)
- Minimal Art, Galerie Ronny van de Velde, Knokke-Zoute (BE)

2011 
- 1979 A Momentum to Radical Instants, La Virreina, Barcelona (ES)
- La Case, Casteljaloux, Lot et Garonne (FR)
- Change of Address, Opening of the New Space, Galerie Tatjana Pieters, Gent (BE)
- Arco Madrid, met Galerie Tatjana Pieters, Madrid (ES)

2010
- Three Belgian Painters: Philippe Van Snick, Damien De Lepeleire, Walter Swennen, Galerie Tatjana Pieters, Gent (BE)
- Hommage aan de monochromie, Cultuurcentrum Hasselt, Hasselt (BE)

2009 
- Symposium Hogeschool Sint-Lukas, Brussel (BE)
- De plaats van de kunst, Videofilm: Perspect, Affect, Concept
- Jeugdzonde. Over opus één en opus min één, LLS 387, Antwerpen (BE)
- Ph. Van Snick, 10 dagen 10 nachten / J. Beuys, M. Broodthaers, Bibliotheek Bree (BE)
- There is no(w) romanticisme, Les filles du calvaire, Brussel (BE)

2008
- Prospect 58, A bridge to far, NICC Antwerpen (BE)

2007 
- Waterverf, Museum Roger Raveel, Machelen a/d Leie (BE)

2006 
- Painted Objects, CCNOA, Brussel (BE)
- Mystiek van Kleur, Museum Roger Raveel, Machelen a/d Leie (BE)
- Trends, St. Barbara College, Gent (BE)
- Event#02, Netwerk, Aalst (BE)

2004 
- Not Done (Het Kunstenaarsboek), MuHKA, Antwerpen (BE)
- Free Space 2004, Z33, Hasselt (BE)

2003 
- Charly’s Place, Annely Juda Gallery, London (UK)
- Wall Painting 'Promised Land', CCNOA, Brussel (BE)

2002 
- Free Space 2002, Provinciaal centrum voorbeeldende kunsten-Begijnhof, Hasselt (BE)

2000 
- Lieux communs-Gemeenplaatsen, Moving Art Studio, Brussel (BE)
- From rags to riches, Fondation de la tapisserie, Tournai (BE)

1999 
- Trattenendosi, Artists From Flanders, Antiche Granai Venezia (I)
- Trouble Spot Painting, MuHKA, Antwerpen (BE)
- NICC, Free Space, Antwerpen (BE)
- Jars IV. “Tegenvleug/Rebrousse-Poil”, Kunstencentrum, Sittard (NL)

1998 
- Kleur-Ruimte, Stichting Vedute, Amsterdam (NL)

1996 
- Accrochage, Zeno X Gallery, Antwerpen (BE)
- 12e Internationale Winterfestival van Sarajevo 96, National Gallery, Sarajevo (BH)
- Zoersel 96, Domein Kasteel van Halle, Zoersel (BE)
- Into it !, Witte zaal, Gent (BE)

1995 
- Call It Sleep, Witte de With Rotterdam (NL)
- Trente-deux, espace d’Art Contemporain, Lausanne (CH)

1994 
- Kunstwerken verworven door de Vlaamse Gemeenschap in 1992-1993, MuHKA, Antwerpen (BE)
- Le sens de la couleur, Galerie CYAN, Liège (BE)

1993 
- Kunst in België na 1980, Koninklijke Musea voor Schone Kunsten van België, Brussel (BE)
- Artfair XIII (Zeno X Gallery), Brussel (BE)
- As long as it lasts, Witte de With, Rotterdam (NL)

1992 
- Editie van Yves Gevaert, Van Abbemuseum, Eindhoven (NL)

1991 
- Kunst in Vlaanderen Nu, Museum van Hedendaagse Kunst, Antwerpen (BE)
- Kunstmarkt (with Zeno X Gallery), Köln (D)

1990 
- Kunstmarkt (with Zeno X Gallery), Köln (GE)
- Artisti (Della Fiandra), Palazzo Sagredo, Venezia (IT)
- Zeno X Gallery, Antwerp (BE)

1989 
- Art is, ‘s Hertogenbosch (NL)
- Editie Enluminures, Yves Gevaert, Brussel (BE)

1988 
- Filip Francis, Philippe Van Snick, Sint-Lukasgalerij, Brussel (BE)
- works from the MuHKA, De Werf, Aalst (BE)
- Collectie & Collecties, Museum van Hedendaagse Kunst, Gent (BE)
- Beelden Buiten, Tielt (BE)
- Kunstwerken verworven door de Vlaamse Gemeenschap in 1986-1987, Cultureel Centrum, Genk (BE)
- De Verzameling, MuHKA, Antwerpen (BE)
- Rai, Amsterdam (NL)

1987 
- Philippe Van Snick, Jacques Vieille, Montevideo, Antwerpen (BE)
- Jef Geys, Bernd Lohaus, Guy Mees, Philippe Van Snick, Quai du Wault, Lille (FR)
- Jartrakor, Roma (IT)
- Lineart , Galerie Montevideo, Gent (BE)

1986 
- Initiatif d’Amis, Vooruit, Ghent (BE)
- Antwerpen-Brussel, Aller-Retour, Torengebouw, Antwerpen (BE)

1985 
- Investigations, Espace 251, Place St. Lambert, Liège (BE)

1984 
- Waepen van Zeelant , Parisbas Bank België N.V., Gent (BE)

1983 
- Diagonale, Montevideo, Antwerpen (BE)
- De structuur voorbij, I.C.C, Antwerpen (BE)

1982 
- De Beyerd, Breda (NL)

1981 
- Biënnale Middelheim, Antwerpen (BE)

1980 
- “1980”, Internationaal Cultureel Centrum, Antwerpen (BE)

1979 
- JP2, Paleis voor Schone Kunsten, Brussel (BE)
- Vitrine pour l’art actuel, Paris (FR)
- Aktuele Kunst in België, Museum van Hedendaagse Kunst, Gent (BE)

1978 
- Raoul de Keyser, David Rabinowitch, Richard Tuttle, Philippe Van Snick, Museum van Hedendaagse Kunst, Gent (BE)

1977 
- Wide White Space Gallery, Antwerpen (BE)
- Entrepot La Cloche, Antwerpen (BE)

1976 
- Städliches Museum, Aachen (DE)

1975 
- Solo, Galerie Verelst-Poirier, Antwerpen (BE)
- JP1, Paleis voor Schone Kunsten, Brussel (BE)

1974 
- Triënnale 3, Beurshalle, Brugge (BE)
- Kunstmarkt, Köln (D)
- Charlier, Lohaus, Mees, Panamarenko, Roquet, Van Snick, Modern Art Museum, Oxford (UK)

1973 
- Kunstmarkt, Köln (GE)

1971 
- Lievens-Somerlinck-Van Snick , editie Kultuurhuis, Harelbeke (BE)
- Groninger Museum Voor Stad en Lande, Groningen (NL)

1970 
- Installation, etalo, Ardooie (BE)

1969 
- Galerie Plus-Kern, Gent (BE)

1968 
- Four Belgian printmakers, The Foyer Brighton College of Art, Brighton (UK)

1967 
- Confrontatie – 30, Gent (BE)

1966 
- Jonge kunstenaars stellen tentoon in lokaal, Vooruit, Gent (BE)

## Publicaties
- Dynamic Project, Philippe Van Snick, Liesbeth Decan & Hilde Van Gelder, ASA Publishers, Brussel (BE), 2010
- Undisclosed Recipients, Philippe Van Snick, Hilde Van Gelder & Wouter Davidts, bkSM, Stombeek/Mechelen (BE), 2006